# Прощай, любовник
«Прощай, любовник» (англ. Goodbye Lover) — неонуарный фильм режиссёра Ролана Жоффе. В главных ролях снимались Патрисия Аркетт, Дермот Малруни и Дон Джонсон.

## Сюжет
Кинокартина о современной роковой женщине убивающей своих любовников. Происходящие интриги затрагивают всех — от жены любовника до полицейских.

## В ролях
- Патрисия Аркетт — Сандра Данмор
- Дермот Малруни — Джейк Данмор
- Дон Джонсон — Бен Данмор
- Мэри-Луиз Паркер — Пегги Блэйн
- Эллен ДеДженерес — сержант полиции Рита Помпано
- Рей МакКиннон — Роллинс
- Алекс Рокко — детектив Кроули
- Андре Грегори — священник Финлейсон
- Джон Невилл — Брэдли
- ДжоНелл Кеннеди — Эвелин
- Дэвид Брисбин — мистер Бродски
- Лиза Айкхорн — миссис Бродски
- Макс Перлих — Уилл
- Винсент Галло — Майк, в титрах не указан
- Ричард Т. Джонс — детектив
- Нина Семашко — телеведущая
- Эрни Лайвли — шериф
- Фрэнсис Бэй — пожилая женщина
- Кортни Хэнсен — девушка из хора

## Производство и выпуск
Фильм был снят в 1998 в штате Калифорния, в городах Санта-Кларита и Лос-Анджелес.
Впервые фильм был показан на Каннском кинофестивале в 1998 году, театральный релиз состоялся в 1999. Часть сцен была переснята на улице Родео-Драйв в Беверли-Хиллз, в частности, была снята новая концовка. Она потребовалась из-за того, что в оригинальном варианте сценария героиня Эллен ДеДженерес должна была умереть в финале, но на предварительном показе зрители на это негативно отреагировали.

## Награды и номинации
| Год  | Премия                                               | Категория                                         | Имя                                       | Результат |
| ---- | ---------------------------------------------------- | ------------------------------------------------- | ----------------------------------------- | --------- |
| 2000 | Hollywood Makeup Artist and Hair Stylist Guild Award | Лучший современный макияж в полнометражном фильме | Дебби Золлер Джеймс МакКиннон Джилл Кэйди | Номинация |